# AKB48超级嘉年华 ～日产体育场 好小！才不小！！～
AKB48超级嘉年华 ～日产体育场 好小！才不小！！～（日語：AKB48スーパーフェスティバル～日産スタジアム、小（ち）っちぇ！小（ち）っちゃくないし!!）是AKB48及其姊姊團體於2013年6月8日在日产体育场舉辦的活动。其中第一部分是演唱会，第二部分是總選舉的开票仪式。

## 概要
在TOKYO DOME CITY HALL举办的AKB48 重温时间 最佳曲目100 2013这场演唱会中，发表了将要在日产体育场举办演唱会的消息。这也是首个在此场地举办的女子组合的演唱会，而在3月27日则在官方博客公布了演唱会的名称及将在同一场地举办总选举开票仪式的消息。
这次演唱会不仅有普通席位和死角席位，还首次导入了家庭席位。而超过七万人的观众人數使得第一部分的演唱会成为AKB48观众最多的一次演唱会。

## 举办之前
由于天气预报显示历年来在6月8日举办地的下雨概率都比较高，因此组合成员在AKB48剧场中制作了晴天娃娃并展示。官方博客也在活动举办前數日开始每天提供由各个姐妹组合的剧场经理及工作人员展示的天气预报。在活动举办的当天上午，组合还宣布如果下午下雨，将披露一曲名为“让雨都停不下来的选拔”(雨でもふるんじゃなないか選抜)的新歌，但因最后天气晴朗而没有实现。
SNH48的六名中国籍成员汤敏、赵佳敏、董芷依、吴哲晗、张语格、陈观慧在台下见习并观看了整场活动，这也是SNH48首次到日本参加姐妹团体的活动。

## 第一部分

### 演出概要
- 开场时间：13：00 观众进入会场，15：00 正式开演
- NMB48 Team BII的梅原真子因为学校的原因没有到场。
- 参加总选举的六名毕业生浦野一美、大堀惠、小原春香、佐藤由加理、平嶋夏海也参加了此场演唱会。

### 曲目
- 幕前播报：高桥南

1. overture
2. AKB盛典（AKBフェスティバル） - 全员
3. 無限重播（ヘビーローテーション） - 全员
4. 飛翔入手（フライングゲット） - 全员
5. 格子花紋（ギンガムチェック） - 全员
6. 想见你（会いたかった） - 全员
7. 喜欢！喜欢！小跳步！（スキ！スキ！スキップ！） - HKT48
8. 求求你华伦亭（お願いヴァレンティヌ） - HKT48
9. 初恋蝴蝶（初恋バタフライ） - HKT48
10. Oh My God!（オーマイガー!） - NMB48
11. 海岸邊最可愛的女孩！（ナギイチ） - NMB48
12. 北川謙二 - NMB48
13. 1!2!3!4! 請多關照!（1!2!3!4!ヨロシク） - SKE48
14. 萬歲Venus（バンザイVenus） - SKE48
15. 翡翠色的沙灘裙（パレオはエメラルド） - SKE48
16. Everyday、髮箍（Everyday､カチューシャ） - AKB48
17. 仲夏的Sounds good!（真夏のSounds good!） - AKB48
18. 馬尾與髮圈（ポニーテールとシュシュ） - AKB48
19. 無限重播 - AKB48组合研究生[註 2]
20. 化作滚石吧（転がる石になれ） - Team K
21. Team B推（チームB推し） - Team B
22. Pioneer - Team A
23. 天国小子（天国野郎） -  木崎、木本、菅、柴田/木下百、小笠原、矢倉、藪下/ 村重、中西智、下野、宮脇 ＋伴舞60名
24. Faint - 板野、松井珠、武藤
25. 心型病毒（ハート型ウイルス） - 小嶋陽、渡邊美、松井玲
26. 纯爱的渐强音（純愛のクレッシェンド） - 高橋南、山本彩、梅田彩
27. 盛夏的圣诞玫瑰（真夏のクリスマスローズ） - 篠田、横山、北原里、高城 ＋AKB48研究生
28. 心爱的娜塔莎（愛しきナターシャ） - 指原、峯岸、須田
29. 无望之泪（てもでもの涙） - 柏木、宮澤
30. 睡衣兜风（パジャマドライブ） - 渡邊麻、島崎、田島 ＋各组合研究生
31. 泪中带笑（泣きながら微笑んで） - 大島
32. Haste和Waste（ハステとワステ） - BKA48
33. 我们的发现（僕らのユリイカ） - NMB48選抜成员
34. 美麗的閃電（美しい稲妻） - SKE48選抜成员
35. 因为喜欢你（博多方言 ver.）（君のことが好きやけん） - HKT48選抜成员
36. 1% - 板野友美
37. 玫瑰的果实（バラの果実） - Under Girls
38. 第一只兔子（ファーストラビット） - AKB48
39. 少女们（少女たちよ） - 全员
40. 机尾云（ひこうき雲） - 全员
41. 再见自由式（さよならクロール） - 全员
42. 裙襬飄飄（スカート、ひらり） - 浦野一美、大堀惠、小原春香、佐藤由加理、平嶋夏海

## 第二部分
- 宫泽佐江在发表感言时宣布将专任SNH48。
- 篠田麻里子在发表感言时宣布将从组合毕业。

### 备注
1. ↑  2日是HKT48的尾崎经理[6]，3日是NMB48的金子经理[7]，4日是AKB48的发言人（西山恭子）[8]，5日是AKB48的汤浅经理研究生[9]，6日是SKE48的芝经理[10]，7日是AKB48团的总经理户贺崎智信[11]
2. ↑  此曲本作为6月5日举行的AKB48团研究生演唱会“早推得胜”的最后一曲，但因之前演出时间超出限制而没有表演，故在这次演唱会上表演。